# Dolní Žukov
Dolní Žukov (pol. Żuków Dolny, něm. Nieder Zu(c)kau) je část města Český Těšín. Dolní Žukov je také název katastrálního území o rozloze 5,34 km². Původně šlo o samostatnou vesnici, nyní část obce. V Dolním Žukově funguje mateřská školka a v bývalé škole je provozována knihovna a společenské centrum.

## Název
Jméno vesnice bylo odvozeno od osobního jména Žuk (totožného s obecným žuk - "brouk"). Význam místního jména byl "Žukův majetek". Přívlastek Dolní se používal od první čtvrtiny 16. století.

## Historie

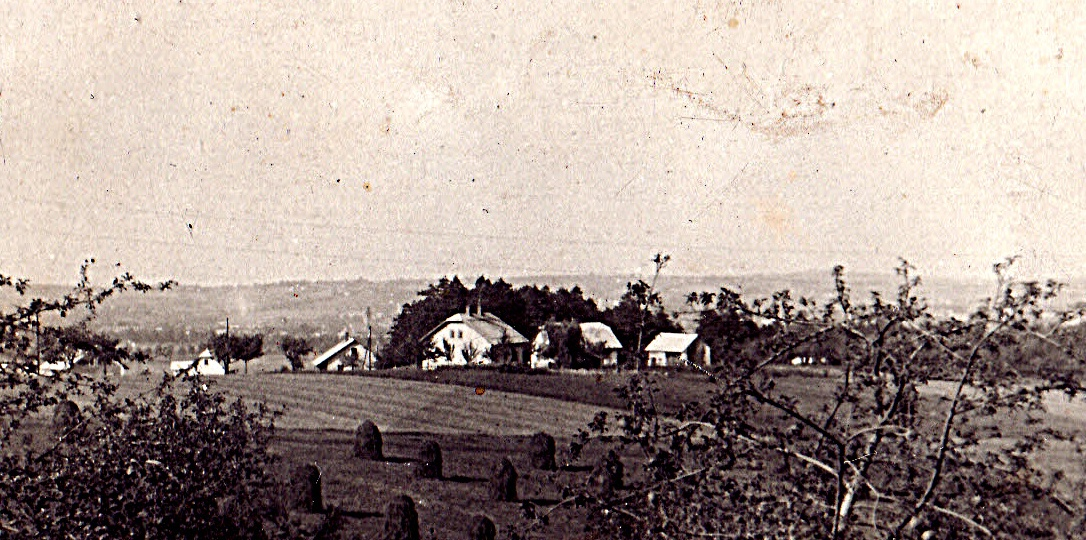
Dolní Žukov kolem roku 1930

První písemná zmínka o obci je z 26. května 1229. Jedná se o listinu, v níž papež Řehoř IX. (1227–1241) potvrzuje, že obec Žukov (Zukow) je majetkem benediktinského klášteru ve městě Tyniec (nedaleko Krakova) a má tím pádem právo vybírat desátky. Benediktini také vybudovali dřevěný obranný dvůr, na jehož místě pak vznikl nynější zámeček v Chotěbuzi. V roce 1268 tyniečtí mniši obdrželi privilegium těžby soli pod obcí Szucowo. Poté až do XVI. století obec patřila klášteru v Orlové, který provozoval i hospody, a to nejen v Žukově, nýbrž i Těrlicku a Ostravě, jelikož v té době se na hlavních komunikacích pohybovalo mnoho kupců díky rozvinutému obchodu mezi Moravou a Polskem. Žukov se nacházel na důležité křižovatce obchodních cest (z Polska na Moravu a ze Slezska do bývalého Pruska). Další písemná zmínka z období středověku se dochovala z roku 1295. Jedná se o stížnost adresovanou diecézi ve městě Vratislav, a uvádějící, že některé obce, například Vendryně, Lištná či Žukov, neplatí církevní daň.
Roku 1811 byl Dolní Žukov přefařen od těšínské farnosti k farnosti v Ropici. K Českému Těšínu byl Dolní Žukov připojen 1. července 1960, do té doby šlo o samostatnou obec s vlastní samosprávou (starosta sídlil v dnešním domě č.p. 168). Díky blízkosti centra města, přírodní oblasti s přilehajícím golfovým hřištěm v Ropici a dopravní obslužnosti byla realizována masivní výstavba nových rodinných domů, v důsledku čehož se venkovský ráz mění k obrazu suburbie. Od roku 2005 je evidován 19% nárůst počtu obyvatel. V roce 2009 zde bylo evidováno 432 adres, a v roce 2015 zde trvale žilo 1269 obyvatel.
V rámci Dolního Žukova jsou používány tyto místní názvy: Šadový, Halamová kolonie, Sosní, Rakovec, Dědina a Stražůvka.

## Pamětihodnosti
Dolní Žukov nemá katolický ani evangelický kostel. Věřící katolické denominace patřili pod farnost v Ropici. Vzhledem k absenci kostelní věže byla postavená zvonice (zvonek), která plnila například funkci umíráčků. V 19. století byl v Dolním Žukově nicméně založen evangelický hřbitov. Dále se zde nachází např. Pomník obětem nacismu.

## Příroda
Do oblasti Dolního Žukova zasahují svahy Těšínské pahorkatiny, která patří k podhůří Beskyd. Nejvyšší bod dosahuje 386 m. Jsou zde nádherné výhledy na celé pásmo Beskyd, Třineckou brázdu a Ostravsko-karvinskou aglomeraci. Při dobré viditelnosti lze dohlédnout i na vrcholky Západních Tater.
Beskydy zásadním způsobem ovlivňují vzdušné proudění při styku vzdušných mas polárních a subtropických. Uzavírají cestu teplým jižním větrům, avšak rovina k severu je otevřená severnímu proudění. Průměrná teplota na svazích Podbeskydské pahorkatiny je mezi 5° až 8°. Průměrný počet dnů s mlhou je 30,4 s vichřicí 31,8. Počet dnů se sněhovou pokrývkou je v průměru 60.

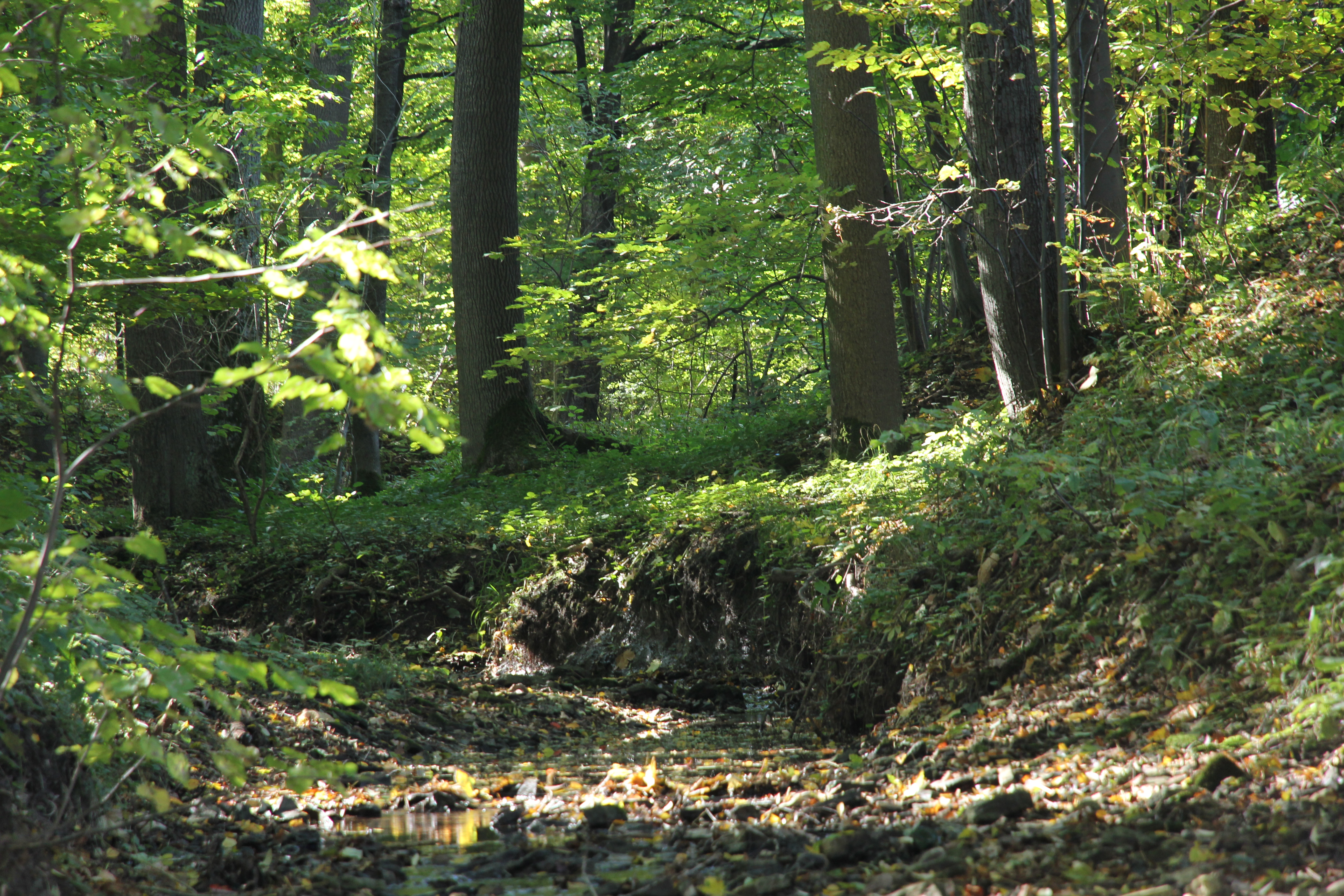
Šadovský potok v Dolním Žukově

Podél Šadovského potoka se hojně vyskytuje rostlina hvězdnatec zubatý, lidově zvaný „těšíňanka“, latinsky Hacquetia epipactis, polsky Cieszynianka wiosenna.

## Vodstvo
Povrchové i pramenité vody odvádí Šadovský (Sadový) potok. Pramení v H. Žukově a ústí do Olzy kousek za parkem Adama Sikory. Jeho celková délka je 4,97 km.

## Nerostné bohatství

### Černé uhlí
Pod Dolní Žukov sahá okraj karbonského zdroje. Geologické průzkumy z roku 1956 potvrdily výskyt kamenného uhlí. Největší vrtná věž sahala do hloubky 1882 m a ukázala dobré zásoby uhlí. V 70. letech 20. století byla dokonce zvažována v Dolním Žukově výstavba hlubinného dolu.

### Zemní plyn
Pod Žukovem se vyskytovaly ložiska vázaná většinou na zvětralý a tektonicky porušený reliéf karbonu. Geneze těchto ložisek, tvořících se při vrcholech morfologických elevací karbonu není dosud jednoznačně objasněna. Názory, že jde o plyn vznikající při prouhelňování ložisek uhlí jsou zpochybňovány a jeho geneze je spojována s neoidními pochody a dávána do souvislosti se vznikem přírodních uhlovodíků. Těžba plynu z žukovských jímek obnášela v roce 1965 celkem 3200 m³ za hodinu. Plyn měl vysokou výhřevnost 7800kcal/m³. Naleziště Žukov bylo těženo od roku 1949 do roku 1980. V současnosti funguje jako podzemní zásobník plynu. Stavba byla zahájena v roce 1997 a ukončena v roce 2000. Zásobník je v současné době provozován celkem 28 vtláčně-odběrovými sondami (vrty). Celé naleziště je vázáno na výskyt klastických třetihorních sedimentů spodního badenu, které vyplňují erozivní výmoly v karbonském podloží. Nepropustný nadložní kryt obsahující pelitické spodnobadenské sedimenty, jež jsou překryty nepropustnými příkrovy karpatské soustavy. Kolektorskou (uskladňovací) horninou jsou spodnobadenské pískovce až slepence o proměnlivé mocnosti, která narůstá od vrcholu struktury k okraji ložisek, a to od 5 do 80 m s průměrnou mocností 25 až 30 m.

### Železná ruda
Na hranicích Dolního Žukova, Horního Žukova a Ropice od konce 30. let 19. století do roku 1899 těžil pro Třinecké železárny, Hornický úřad Těšínské komory, železnou rudu. V povrchových šachtách pracovalo okolo 60 horníků, nejhlubší šachta byla hluboká 20 metrů. V roce 1864 došlo na jedné z šachet k výbuchu se smrtelným úrazem.

## Obyvatelstvo a kultura

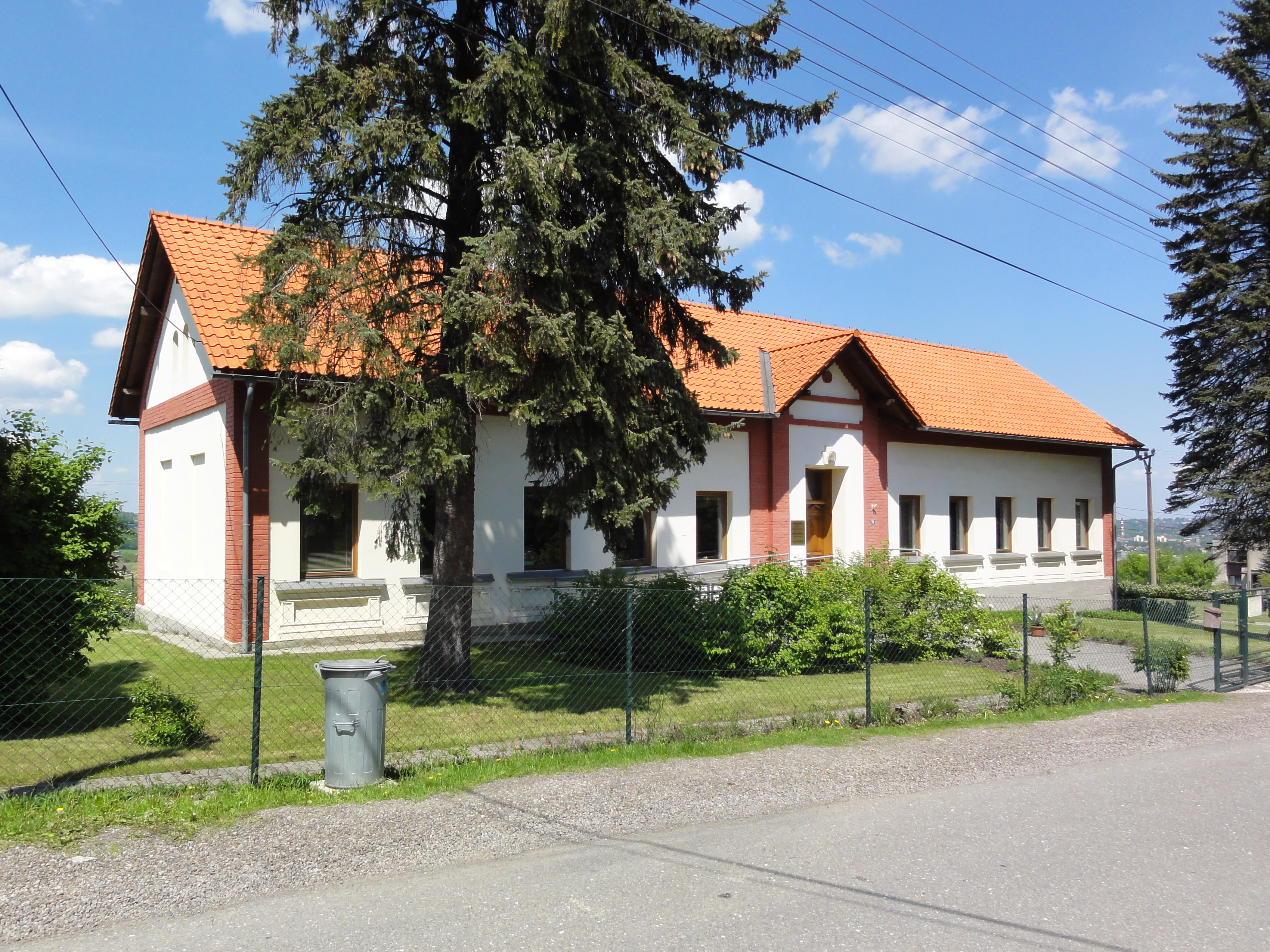
Knihovna

V roce 1880 žilo v D. Žukově 682 obyvatel, 672 polské národnosti, 1 české a 9 německé. V roce 1910 1158 obyvatel, 1135 polské, 5 české a 14 německé národnosti. V roce 1921 1064 obyvatel, 442 polské, 585 české, 34 německé. V roce 1939 celkově 1161 obyvatel, 273 polské národnosti, 30 české, 577 německé a 280 slezské. V roce 1950 celkově v Dolním Žukově žilo 1055 obyvatel, 422 se hlásilo k národnosti polské, 584 české a 4 k jiné.
Ve volbě prezidenta republiky, konané ve dnech 11. 1. – 12. 1. 2013 ve volebním okrsku číslo 19. (Dolní Žukov), zvítězil jako v jediném okrsku v Českém Těšíně, a to jak v prvním tak i ve druhém kole, kandidát TOP 09 Karel Schwarzenberg. Ve volbách do Poslanecké sněmovny Parlamentu České republiky, konaných ve dnech 25. 10. – 26. 10. 2013, zvítězila v Dolním Žukově (volební okrsek 19.) strana Křesťanská a demokratická unie – Československá strana lidová (KDU-ČSL).
V Dolním Žukově působí od roku 1947 místní sdružení PZKO (Polski Związek Kulturalno-Oświatowy w Republice Czeskiej), od roku 2007 občanské sdružení Zvonek a od roku 2008 dynamicky se rozvíjející fotoklub Zvonek.

## Doprava
Dolní Žukovem prochází mezinárodní dálnice D48 s návazností na polskou rychlostní silnici S52 a silnici I/11. Do Dolního Žukova je obsluhována pravidelná linka autobusu MHD č. 723.

## Osobnosti
- Beata Bocek (* 1983), zpěvačka, textařka
- Jan Gawlas (1901–1965), hudební skladatel, varhaník a pedagog
- Radovan Krejčíř (* 1968), podnikatel a zločinec
- Edward Kaim (1925–2016), výtvarník
- Jan Matuszek (1917–1942), aktivista v protifašistickém odboji

## Galerie

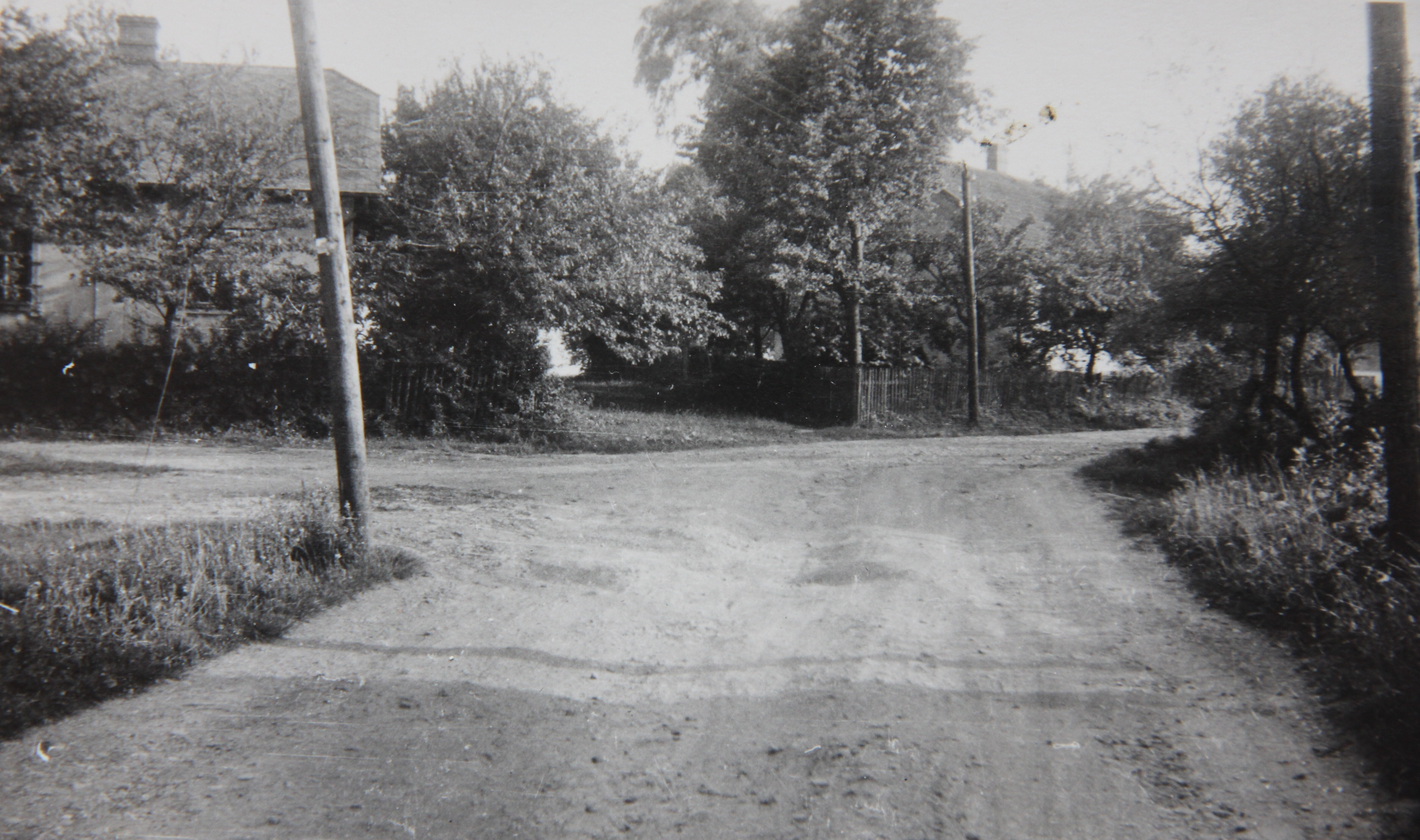
Historický snímek ze čtyřicátých let minulého století. Dnešní křižovatka ulic Olšová a Pod Zvonek.
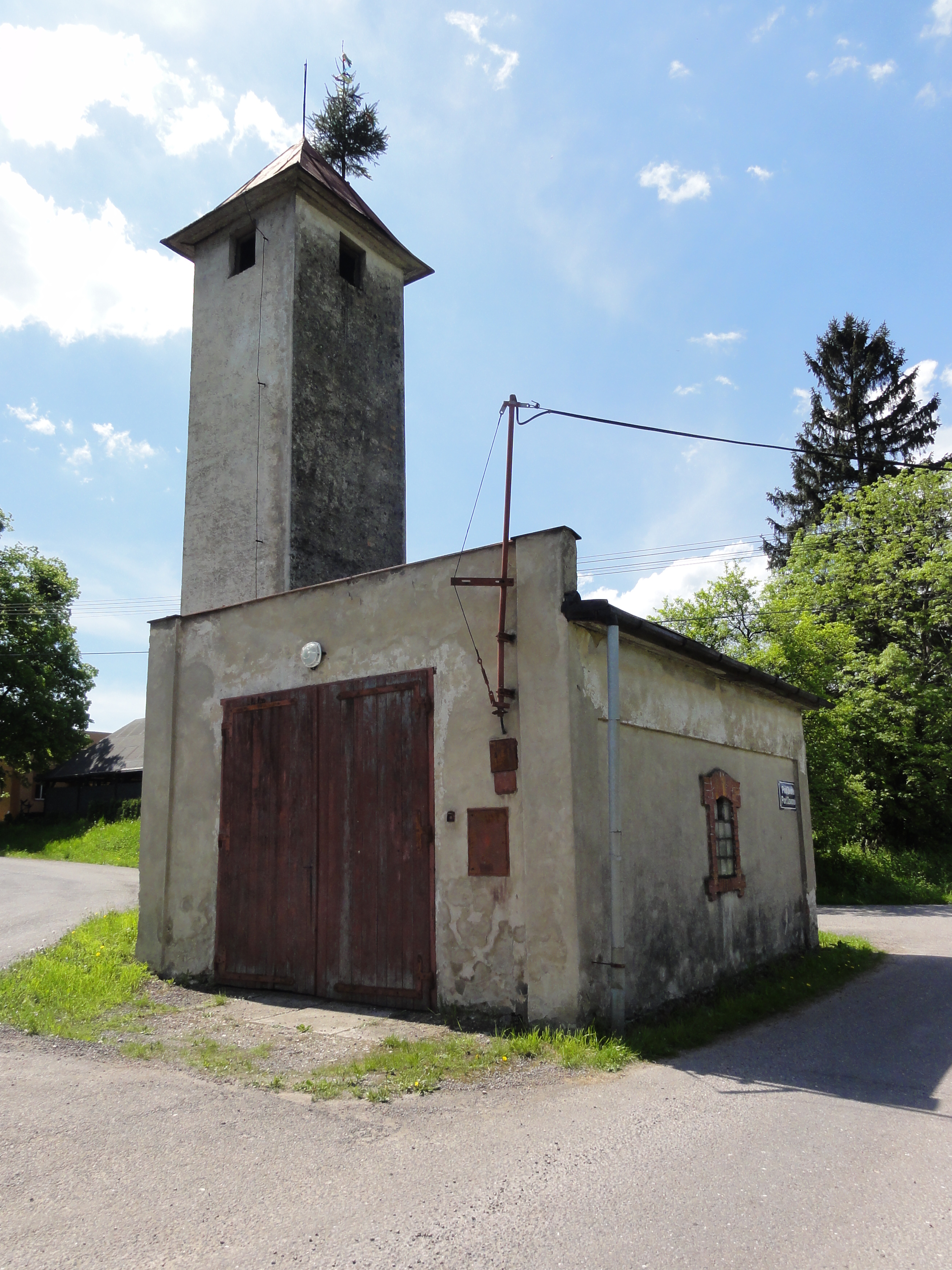
Hasičská zbrojnice
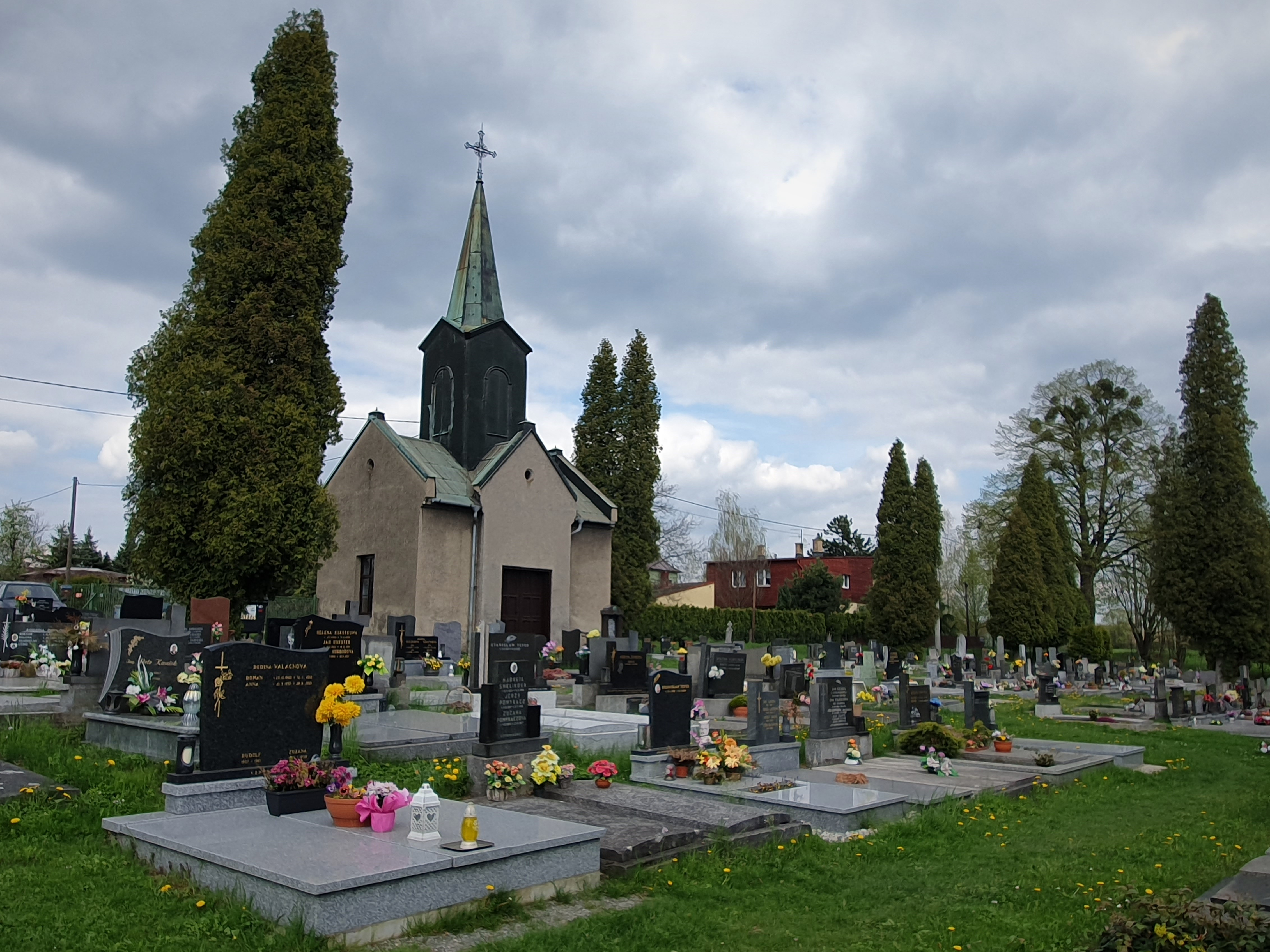
Evangelický hřbitov
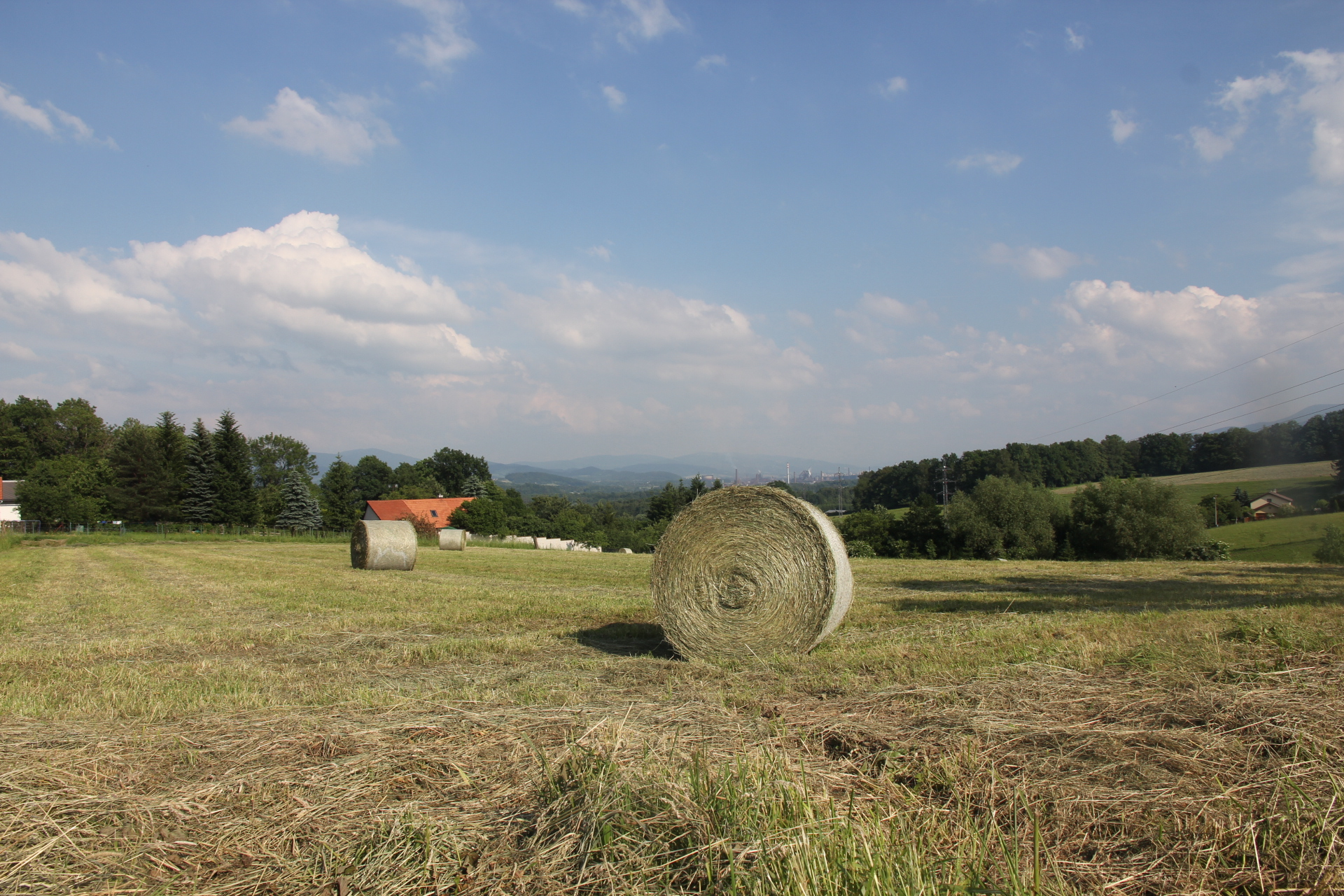
Těšínská Pahorkatina v Dolním Žukově, v pozadí Třinec a Těšínské Beskydy
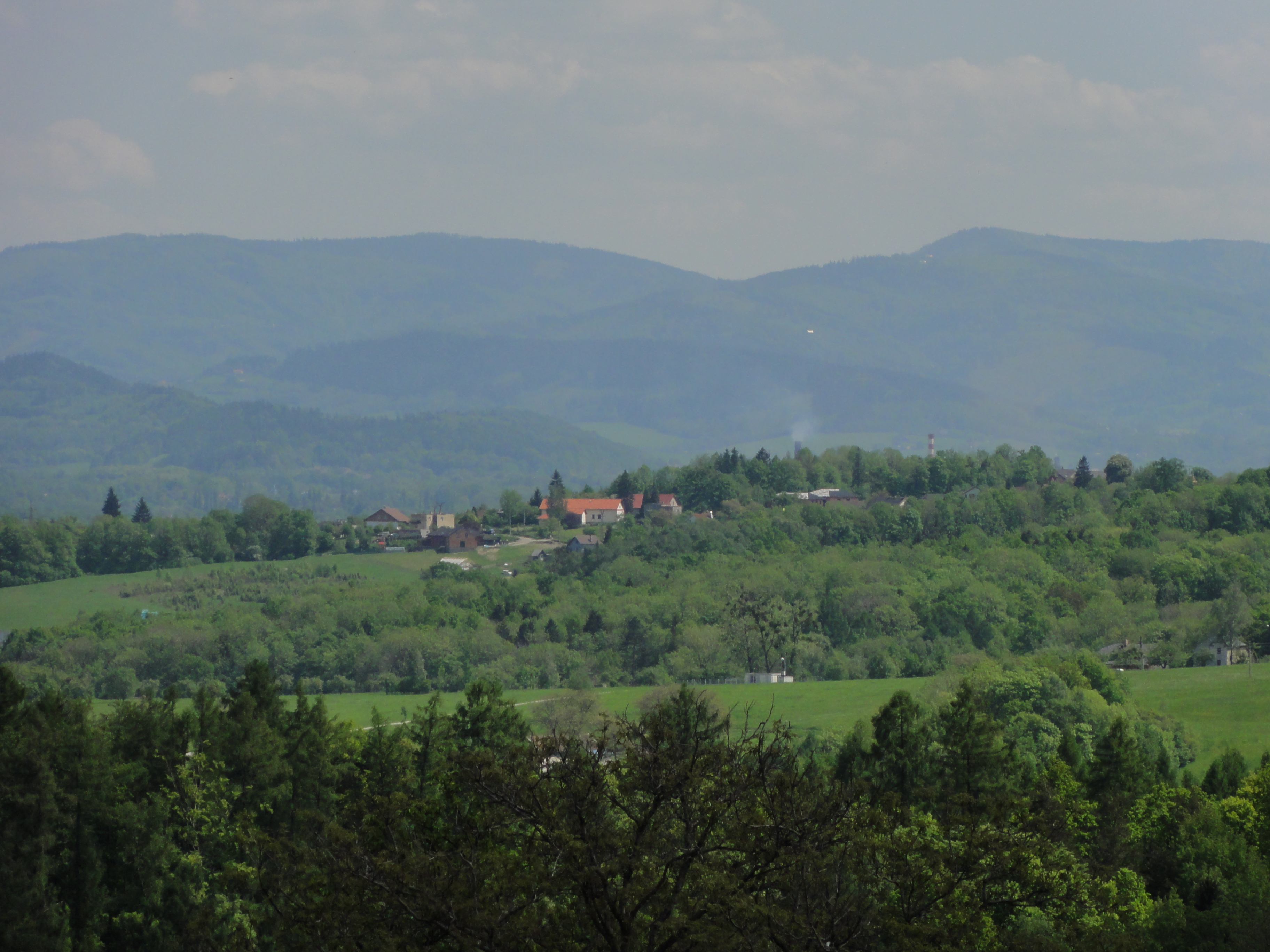
Pohled na Dolní Žukov